# Cryptoblepharus tytthos
Espèce
Cryptoblepharus tytthos est une espèce de sauriens de la famille des Scincidae.

## Répartition
Cette espèce est endémique d'Australie-Occidentale.

## Étymologie
Le nom spécifique tytthos vient du grec tytthos, petit, en référence au fait que cette espèce est une des plus petites du genre Cryptoblepharus.

## Publication originale
- Horner, 2007 : Systematics of the snake-eyed skinks, Cryptoblepharus Wiegmann (Reptilia: Squamata: Scincidae) - an Australian based review. The Beagle Supplement, vol. 3, p. 21-198.